# Burgruine Altrasen
Die Burg Altrasen ist die Ruine einer Höhenburg nahe dem Dorf Niederrasen im Antholzer Tal in Südtirol (Italien).

## Errichtung und Erhaltung
Die Burganlage war Stammsitz der Herren von Rasen und wurde vermutlich in drei Phasen erbaut, wobei noch die Reste des Viereckturms, der Ringmauer und des Turmhofs aus dem 16. Jahrhundert erhalten sind.

## Geschichte
Die ersturkundliche Erwähnung eines Rasener Ministerialen erfolgte 1182 mit „Gotscalchus de Rasine“. Die Burg selbst wird als „castrum Raesine“ 1214 erstmals genannt. Die Burg wurde anschließend Mitte des 13. Jahrhunderts durch die Grafen von Tirol ausgebaut, wobei parallel durch Ulrich von Rasen die Burg Neurasen errichtet wurde. Ab 1241 erscheint Rudolf von Rasen als ein Gefolgsmann von Albert III. 1259 wurde die Burg durch Meinhard II. an seine Frau Elisabeth von Bayern als Morgengabe überschrieben und wechselte anschließend durch Gebietsteilungen mehrfach die Besitzer.
Die Burg war in Spätmittelalter und Früher Neuzeit Verwaltungssitz eines Landgerichts, des Gerichts Altrasen. Dieses ist 1484 als Alträsner gericht urkundlich bezeugt, sein Einzugsbereich reichte über die Rienz hinaus bis nach Olang.
Im 16. Jahrhundert wurde die Burg nochmals durch die Herren von Welsperg umgebaut, allerdings schon 1520 als baufällig bezeichnet. 1566 werden weitere Bauschäden beschrieben, welche 1580 besichtigt werden sollten, wozu es aber nicht kam. Anschließend sollte die Burg zu einem Gefängnis und zu Wohnungen umgebaut werden, was allerdings aufgrund des schlechten Bauzustandes unterblieb.
Zwischen 1990 und 1993 wurden durch das Denkmalamt Sicherungsarbeiten durchgeführt.